# 凌風学園
凌風学園（りょうふうがくえん）は、京都府京都市南区東九条下殿田町にある公立義務教育学校である。

## 概要
京都市街の中心地に位置する義務教育学校。2012年4月1日に京都市立陶化中学校、京都市立陶化小学校、京都市立東和小学校、京都市立山王小学校を一体化し、9年間の小中一貫校として設立された。
敷地は陶化中学校及び東和小学校の跡地。
京都市立義務教育学校条例による学校名は「京都市立凌風小中学校」である。

## 沿革
- 2010年（平成22年）
  - 3月 - 京都市会で校名案「京都市立凌風小学校・凌風中学校」が可決される。
  - 11月 - 新校舎起工式。
- 2011年（平成23年）10月 - 新校舎棟上げ完了。同月、校章・校歌完成。
- 2012年（平成24年）
  - 1月 - 新入学・進級説明会開催。
  - 3月 - 新校舎竣工。
  - 4月1日 - 小中一貫校「凌風学園」として開校。
  - 4月3日 - 開校式挙行。
  - 4月4日 - 着任式挙行。それに引き続き最初の始業式を挙行し、学級開きが行われた。
  - 4月5日 - 第1回入学式挙行。
  - 6月2日 - 第1回運動会開催。
- 2013年（平成25年）
  - 3月17日 - 第1回卒業証書授与式挙行。
  - 3月22日 - 第1回小学校課程修了式（小学校卒業式相当）挙行。
  - 3月29日 - 第1回離任式挙行。
  - 6月 - 東和校地第2グラウンド整備工事完了。
- 2014年（平成26年）6月 - プレイゾーン完成。
- 2015年（平成27年）3月 - 全工事完了（本校地グラウンド整備完了・プール棟等竣工）。
- 2018年（平成30年）4月1日 - 義務教育学校・京都市立凌風小中学校へ移行。

## 通学区域
- 上鳥羽勧進橋町、西九条春日町（6, 7番地）
- 東九条
  - 明田町、石田町、宇賀辺町、上御霊町、上殿田町、烏丸町、河西町、河辺町、北烏丸町、北河原町、北松ノ木町、下殿田町、中御霊町、中殿田町、中札辻町、酉明田町、酉岩本町、酉河辺町、酉御霊町、酉山王町、西札辻町、西山町、東岩本町、東御霊町、東山王町、東札辻町、東松ノ木町、松田町、南石田町、南岩本町、南烏丸町、南河辺町、南河原町、南山王町、南松田町、南松ノ木町、室町、柳下町[1]

## 交通アクセス
- 京都市営バス「九条車庫前」バス停下車後、すぐ近く。
- 京都市営地下鉄烏丸線九条駅（出口3）から、約250m・約4分。

## 通学区域が隣接している学校

### 小中一貫校
- 京都市立東山泉小中学校

### 小学校
- 京都市立上鳥羽小学校
- 京都市立九条弘道小学校
- 京都市立下京渉成小学校
- 京都市立砂川小学校

### 中学校
- 京都市立洛南中学校
- 京都市立九条中学校
- 京都市立下京中学校
- 京都市立藤森中学校